# Francisco Javier Calzada Vázquez
Francisco Javier Calzada Vázquez (n. 4 de octubre de 1967). Es un político mexicano, miembro del Partido de la Revolución Democrática, fue diputado federal de 2006 a 2009 y vicecoordinador de la bancada del PRD en la Cámara de Diputados.
Francisco Javier Calzada es maestro egresado de la Escuela Normal Rural "Gral. Matías Ramos Santos", localizada en San Marcos, Loreto, en el estado de Zacatecas, siendo además Contador Público con especialidad en contabilidad fiscal, en el gobierno de Zacatecas ocupó los cargos se Director de Contabilidad, Director de Fiscalización y Subsecretario de Ingresos, además de 2002 a 2005 su Vicepresidente del comité estatal del PRD en Zacatecas y en 2005 su secretario general.
En 2006 fue postulado candidato del PRD a diputado federal por el IV Distrito Electoral Federal de Zacatecas y electo para la LX Legislatura, en donde fue secretario del Centro de Estudios de la Finanzas Públicas, miembro de las comisiones de Comunicaciones de Hacienda, Crédito Público, del Presupuesto y Cuenta Pública, además de Vicecoordinador de la bancada del PRD. 
El 24 de noviembre de 2009 el PRD lo incluyó entre sus precandidato a la gubernatura de Zacatecas para las elecciones de 2010, sin embargo el 20 de enero de 2010 declinó de su aspiración a la candidatura, sumándose a la de Antonio Mejía Haro.